# Židlochovice (stacja kolejowa)
Židlochovice – czołowa dwuperonowa stacja kolejowa w Židlochovicach, w kraju południowomorawskim, w Czechach. Stacja w miejscowości została zlikwidowana w 1979 r., a ruch towarowy zlikwidowano w latach 1990., zaś mieszkańcy miasteczka musieli korzystać ze stacji Hrušovany u Brna oddalonej o 3 km. W 2019 r. odbudowano dworzec i trzykilometrową linię w zmienionym śladzie, czyniąc ją końcową stacją jednej z linii aglomeracyjnych obsługujących aglomerację brneńską. Jest obsługiwana przez České dráhy.